# Thomas Rouxel (voile)
Pour les articles homonymes, voir Rouxel.
Thomas Rouxel, né le 26 novembre 1982 à Clohars-Carnoët (Finistère), est un navigateur et un skipper français pour Team Sodebo et Gitana Team. Il fut skipper du Figaro Défi Mousquetaires - Défi Santé Nutrition et de Crédit Mutuel de Bretagne.

## Biographie
Originaire d'Erquy dans les Côtes-d'Armor, il est aujourd'hui basé à Lorient dans le Morbihan.

## Palmarès
- 2023 : 4e de la Transat Jacques-Vabre en double avec Thomas Coville sur Sodebo Ultim 3
- 2021 : 
  - 4e de la La Transat en Double - Concarneau - Saint-Barthélemy avec Pierre Leboucher sur Guyot environnement – Ruban Rose en 18 j 07 h 31 min 12 s
  - 5e de la Transat Jacques-Vabre en double avec Thomas Coville sur Sodebo Ultim 3
- 2017 : 2e de la Transat Jacques-Vabre avec Sébastien Josse sur Gitana 17
- 2011 : vainqueur de la transat Bénodet-Martinique[1]
- 2010 : 
  - 5e de la Transat AG2R la Mondiale avec Nicolas Troussel sur Crédit Mutuel de Bretagne en 23 j 00 h 28 min 38s
  - 6è de la Solitaire du Figaro à bord de Crédit Mutuel de Bretagne
- 2009 : 3e de la Solo Figaro Massif Marine
- 2007 :
  - 9e de la Solitaire du Figaro
  - 2e du Tour de Bretagne Voile en Figaro avec Erwan Israël
- 2006 :
  - 34e de la Solitaire du Figaro
  - 19e de la Transat AG2R Lorient/St-Barthélemy
  - 2e du Trophée BPE St-Nazaire/Cienfuegos
- 2005 :
  - 2e du Challenge espoir du Crédit Agricole
  - 12e du Championnat d'Europe des Melges 24
- 2004 :
  - 2e de la Transmanche
  - 5e du Championnat d'Europe Class 8
  - 8e du Tour de France à la voile
- 2002 : 9e du Tour de France à la voile